# Filles de la divine providence de Rome
Ne doit pas être confondu avec Filles de la divine providence de Créhen.
Les Filles de la divine providence de Rome (en latin : Institutum Filiarum a Divina Providentia) est une congrégation religieuse féminine enseignante de droit pontifical. 

## Histoire
La congrégation est fondée par Marie-Hélène Bettini, avec l'aide du barnabite Thomas Manini, pour l'éducation gratuite des filles pauvres. Elle commence le 8 septembre 1832 à l'église San Carlo ai Catinari à Rome, où se trouve une image de la Vierge vénérée sous le vocable de Mère de la Divine Providence.
Les Filles de la Divine Providence se propagent d'abord dans les quartiers les plus populaires de Rome (Trastevere, Testaccio) puis dans d'autres centres du Latium (Zagarolo, Grottaferrata) et au XXe siècle dans d'autres lieux d'Italie ; les premières missionnaires de la congrégation arrivent au Chili en 1964. 
Les constitutions sont approuvées par le cardinal Costantino Patrizi Naro le 25 octobre 1855 ; le décret de louange est signé par le cardinal Lucido Maria Parocchi le 21 mai 1887.

## Activités et diffusion
Les sœurs se dédient à l'enseignement.
Elles sont présentes en:
- Europe : Italie, Pologne.
- Amérique : Brésil, Chili, États-Unis, Mexique.
- Asie : Inde.

La maison-mère est à Rome.
En 2017, la congrégation comptait 180 sœurs dans 36 maisons.